# Pūndri
Pūndri är en ort i Indien.   Den ligger i delstaten Haryana, i den norra delen av landet, 140 km nordväst om huvudstaden New Delhi. Pūndri ligger 249 meter över havet och antalet invånare är 17 533.
Terrängen runt Pūndri är mycket platt. Runt Pūndri är det tätbefolkat, med 493 invånare per kvadratkilometer. Närmaste större samhälle är Kaithal, 16,1 km väster om Pūndri. Trakten runt Pūndri består till största delen av jordbruksmark.